# Судеш Кумар
Судеш Кумар (англ. Sudesh Kumar; нар. 10 березня 1950) — індійський борець вільного стилю та греко-римського стилів, дворазовий чемпіон та срібний призер Ігор Співдружності, учасник двох Олімпійських ігор, причому на Олімпіаді 1968 року брав участь у змаганнях з обох видів боротьби.

## Життєпис
У 1970 році за спортивні досягнення був нагороджений премією «Арджуна».

## Спортивні результати на міжнародних змаганнях

### Виступи на Олімпіадах
| Змагання                    | Збірна | Вагова категорія                 | Місце              |
| --------------------------- | ------ | -------------------------------- | ------------------ |
| Літні Олімпійські ігри 1968 | Індія  | вільна боротьба, до 52 кг        | 6                  |
| Літні Олімпійські ігри 1968 | Індія  | греко-римська боротьба, до 52 кг | не вийшов із групи |
| Літні Олімпійські ігри 1972 | Індія  | вільна боротьба, до 52 кг        | 4                  |

### Виступи на Чемпіонатах світу
| Змагання                        | Збірна | Вагова категорія          | Місце |
| ------------------------------- | ------ | ------------------------- | ----- |
| Чемпіонат світу з боротьби 1970 | Індія  | вільна боротьба, до 52 кг | 6     |

### Виступи на Азійських іграх
| Змагання           | Збірна | Вагова категорія                 | Місце |
| ------------------ | ------ | -------------------------------- | ----- |
| Азійські ігри 1970 | Індія  | вільна боротьба, до 52 кг        | 5     |
| Азійські ігри 1974 | Індія  | вільна боротьба, до 57 кг        | 7     |
| Азійські ігри 1974 | Індія  | греко-римська боротьба, до 57 кг | 4     |

### Виступи на Іграх Співдружності
| Змагання                | Збірна | Вагова категорія          | Місце  |
| ----------------------- | ------ | ------------------------- | ------ |
| Ігри Співдружності 1970 | Індія  | вільна боротьба, до 52 кг | Золото |
| Ігри Співдружності 1974 | Індія  | вільна боротьба, до 52 кг | Золото |
| Ігри Співдружності 1978 | Індія  | вільна боротьба, до 52 кг | Срібло |